# 加尔旺 (葡萄牙堂区)
加尔旺是葡萄牙贝雅区的一个堂区。总面积42.51平方公里，总人口1251人，人口密度20人/平方公里。